# Heimann Joseph Michael
Heimann (Hayyim) Joseph Michael est un bibliographe hébraïque allemand du XIXe siècle (Hambourg, 12 avril 1792 – 10 juin 1846).
Enfant prodige, doté d'une mémoire qualifiée de phénoménale, et étudiant infatigable, il apprend le Talmud et la littérature associée, recevant également une instruction privée dans tous les domaines enseignés dans une école normale. Bibliophile-né, il commence à collectionner des ouvrages précieux dès ses douze ans. Son amour des livres progresse avec sa connaissance de la littérature hébraïque ; il en résulte une collection de 860 manuscrits et 5 471 ouvrages imprimés, couvrant l'ensemble de la littérature hébraïque. Il n'y a que peu de livres parmi ceux-ci qu'il n'a pas lus, et il entreprend d'en préparer un catalogue complet, qui donnera l’Otzerot Hayyim, Katalog der Michael'schen Bibliothek (Hambourg, 1848).
Outre la littérature juive, Hayyim Michael s'intéresse à tous les mouvements intellectuels de son époque.
Bien qu'il n'ait jamais écrit lui-même pour des publications, de nombreux savants s'adressent à lui pour information, et lui ne se prive jamais de leur répondre. Sa correspondance avec Leopold Dukes, Franz Delitzsch, Wolf Heidenheim, J.L. Rapoport, Luzzatto, Gesenius, Lebrecht, Akiva Eiger et Leopold Zunz est d'un grand intérêt littéraire. 
La seule œuvre indépendante de Michael est son Or ha-Ḥayyim (Francfort-sur-le-Main, 1891), un dictionnaire bibliographique et littéraire-historique complet de la littérature rabbinique. Le livre a été édité par son fils et préfacé par Abraham Berliner ; il ne couvre cependant que quelques lettres de l'alphabet.